# Ernst Krause (Schriftsteller)

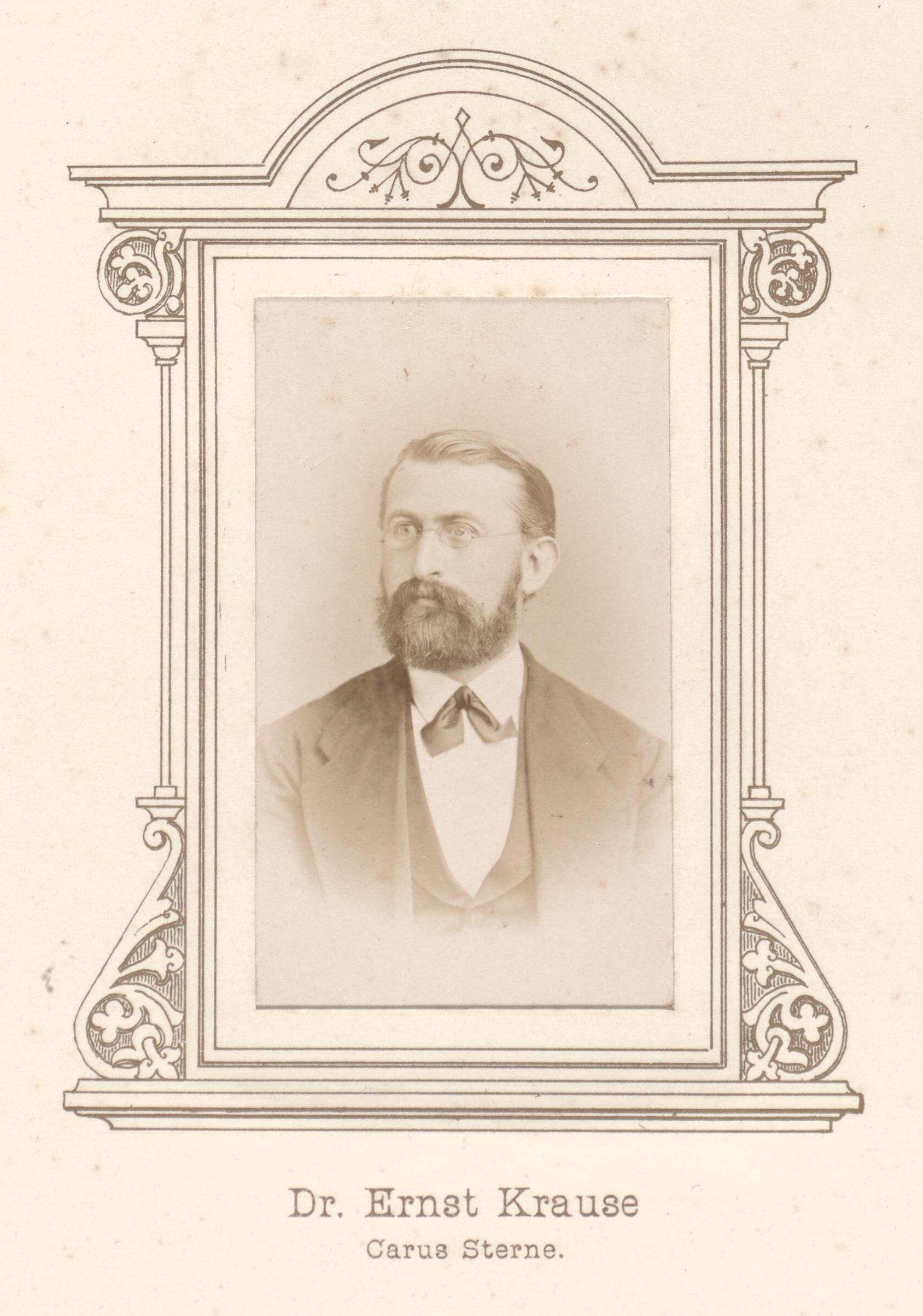
Fotografie von Krause (1876)

Ernst Ludwig Krause  (* 22. November 1839 in Zielenzig; † 24. August 1903 in Eberswalde) war ein deutscher Apotheker, Biologe und populärwissenschaftlicher Schriftsteller. Viele seiner Werke veröffentlichte er unter dem Pseudonym Carus Sterne.
Krause war einer der Vertreter des Darwinismus in Deutschland und stand in enger Verbindung zu Ernst Haeckel. Anfang der 1890er-Jahre widmete sich Krause der germanischen Vorgeschichte. Er popularisierte in der völkischen Bewegung die rassistisch grundierte These vom nordischen Ursprung des Griechentums. In der Botanik war sein Autorenkürzel E. L. Krause.

## Leben und Werk
Geboren in Zielenzig, als zweites von fünf Kindern von Ernst Friedrich und Eleonore Krause, wuchs er in der Neumark auf, besuchte in Meseritz die Realschule und wurde durch deren Leiter Hermann Loew an Biologie, Botanik und Chemie herangeführt. Nachdem ihn seine Eltern von der Schule genommen hatten, absolvierte Krause eine Lehre zum Apotheker, die er erfolgreich abschloss. Seine Militärzeit leistete er als Einjährig-Freiwilliger im Garnisonslazarett von Küstrin als Pharmazeut ab. Anschließend ging er 1862 nach Berlin, um bei dem Physiker Gustav Magnus, den Mineralogen Eilhard Mitscherlich und Gustav Rose sowie den Botanikern Otto Berg und Alexander Braun Vorlesungen zu hören. Nach einem Jahr legte er das Staatsexamen ab und arbeitete als Apotheker in Düsseldorf und Berlin.
Krause begann, populärwissenschaftliche Bücher zu veröffentlichen und für Zeitungen und Journale, darunter die Gartenlaube, Gegenwart, Prometheus, Unsere Zeit, Über Land und Meer, die Leipziger Illustrierte Zeitung, die Tägliche Rundschau und die Vossische Zeitung zu schreiben. 1862 erschien Die Wahrsagung aus den Bewegungen lebloser Körper unter dem Einfluss der menschlichen Hand (Daktylomantie), 1863 Die Naturgeschichte der Gespenster und 1866 Die botanische Systematik in ihrem Verhältnis zur Morphologie, in der er die Darwinsche Evolutionslehre auf die Pflanzenwelt übertrug.
Nachdem er am Krieg 1870/71 als Stabs-Apotheker beim Generalstab des XI. Armeekorps teilgenommen hatte, wurde Krause 1874 auf Antrag an der Universität in Rostock mit seiner 1866 veröffentlichten Schrift Die botanische Systematik in ihrem Verhältnis zur Morphologie promoviert. Er gründete auf Anregung Haeckels 1877 die Zeitschrift Kosmos. Zeitschrift für einheitliche Weltanschauung auf Grund der Entwicklungslehre in Verbindung mit Charles Darwin und Ernst Haeckel sowie einer Reihe hervorragender Forscher auf den Gebieten des Darwinismus zusammen mit Otto Caspari aus Heidelberg und Gustav Jäger aus Stuttgart heraus. Die Zeitschrift sollte sich ganz der Verbreitung der darwinistischen Entwicklungslehre widmen.
Im Auftrag des Vereins für die deutsche Literatur schrieb Krause eine populäre, darwinistisch geprägte Schöpfungsgeschichte. Das Buch erschien unter dem Pseudonym Carus Sterne und unter dem Titel Werden und Vergehen im Jahr 1876 und erlebte bis 1905 sechs Auflagen. Krause wurde dadurch im Kulturkampf zur Zielscheibe öffentlicher Angriffe, die bis in das Preußische Abgeordnetenhaus reichten.
Anfang der 1890er-Jahre widmete sich Krause der germanischen Vorgeschichte. Unter Zugrundelegung des rassenkundlichen Paradigmas argumentierte er, dass man von der indogermanischen Sprachfamilie nicht auf eine indogermanische Rasse schließen dürfe, sondern dass es sich bei den hellhäutigen und blonden Ariern um eine eigenständige Ethnie nordischen Ursprungs handele. Steinsetzungen und der Vergleich germanischer und griechischer Mythologie dienten ihm als Beweis, dass die Arier aus ihrer angestammten Heimat nach Süden gezogen seien. Damit etablierte er im völkischen Geschichtsverständnis das Theorem vom „nordischen Griechentum“. Unter universitären Altertumsforschern stieß er auf einhellige Ablehnung und Spott.
Nach längerer Lebensphase in Berlin zog Krause nach Eberswalde und ist dort auf dem Waldfriedhof beigesetzt.

## Werke (Auswahl)
- Die Naturgeschichte der Gespenster. Physikalisch-physiologisch-psychologische Studien, Weimar, 1863 (Digitalisat)
- Werden und Vergehen eine Entwicklungsgeschichte des Naturganzen in gemeinverständlicher Fassung, Berlin 1876 (Digitalisat der 3. und verbesserten Auflage)
- Erasmus Darwin und seine Stellung in der Geschichte der Descendenz-Theorie, Berlin 1886 (Digitalisat)
- Charles Darwin und sein Verhältnis zu Deutschland, Leipzig 1885 (Digitalisat)
- Die allgemeine Weltanschauung in ihrer historischen Entwickelung, Stuttgart 1889 (Digitalisat)
- Natur und Kunst: Studien zur Entwicklungsgeschichte der Kunst, Berlin 1891 (Digitalisat 1. Auflage, 2. Auflage)
- Tuisko-Land der arischen Stämme und Götter Urheimat. Erläuterung zum Sagenschatze der Veden, Edda, Ilias und Odyssee, Glogau 1891 (Digitalisat)
- Die Trojaburgen Nordeuropas. Ihr Zusammenhang mit der indogermanischen Trojasage von der entführten und gefangenen Sonnenfrau (Syrith, Brunhild, Ariadne, Helena), den Trojaspielen, Schwert- und Labyrinthtänzen zur Feier ihrer Lenzbefreiung, Glogau 1893 (Digitalisat)
- Geschichte der biologischen Wissenschaften im 19. Jahrhundert, Berlin 1901
- Die nordische Herkunft der Trojasage bezeugt durch den Krug von Tragliatella, eine dritthalbtausendjährige Urkunde. Nachtrag zu den Trojaburgen Nordeuropas von Dr. Ernst Krause (Carus Sterne), Glogau 1893, (Digitalisat)
- Artikel im Meyers Lexikon
- Eine umfangreiche Anzahl von Artikeln in Zeitschriften wie Die Gartenlaube, Gegenwart, Prometheus, Unsere Zeit. Deutsche Revue der Gegenwart, Über Land und Meer und in Leipzig die Illustrirte Zeitung und die Tägliche Rundschau